# Vaïgatch (brise-glace, 1989)
Pour les articles homonymes, voir Vaïgatch.
Le Vaïgatch (en russe : Вайгач) est un brise-glace à propulsion nucléaire à faible tirant d'eau. Il a été construit en 1989 pour l’Union soviétique à Helsinki en Finlande par le chantier naval Wärtsilä Marine, sur ordre de la compagnie maritime de Mourmansk. Son réacteur KL-40 a été installé au chantier naval de la Baltique à Saint-Pétersbourg. Son navire jumeau est le Taïmyr.

## Caractéristiques
Bien que le Vaïgatch soit légèrement plus petit que les brise-glaces nucléaires de classe Arktika, avec une longueur totale de près de 150 mètres et une largeur de 28 mètres, il reste parmi les plus grands brise-glaces polaires jamais construits. Avec un tirant d’eau maximal de 9 mètres, le Vaïgatch a un déplacement de 21 000 tonnes. Cependant, il peut également fonctionner à un tirant d’eau réduit de seulement 7,5 mètres,.
Le Vaïgatch a une coque de brise-glace traditionnelle avec une étrave très inclinée et des côtés inclinés pour réduire la pression de la glace dans les champs de glace compressifs et améliorer la manœuvrabilité. L’acier spécial résistant au froid utilisé dans la coque a été livré par l’Union soviétique. Bien que conçue pour un équipage d’un peu plus de 100 personnes, la grande superstructure du Vaïgatch contient des logements et des installations pour 138 personnes. En plus des mess et autres locaux de vie, il y a un grand auditorium qui sert également de salle de loisirs et un jardin d'hiver qui peut être utilisé pour fournir des légumes frais à l’équipage pendant la nuit polaire. À l’arrière, il y a un héliport et un hangar pour un seul hélicoptère Kamov Ka-32. En tant que brise-glace d’escorte, le Vaïgatch est équipé d’un treuil de remorquage standard et d’une encoche arrière pour le remorquage rapproché dans des conditions difficiles.
Le Vaïgatch est classé par le Registre maritime russe de la navigation dans la classe de glace LL2, ce qui signifie qu’il est destiné aux opérations de déglaçage sur les routes côtières de l’Arctique dans une glace plane allant jusqu’à 2 mètres d’épaisseur en hiver et au printemps. Le faible tirant d’eau du brise-glace lui permet d’opérer dans les rivières, les estuaires et d’autres endroits où l’eau n’est pas assez profonde pour les plus gros brise-glaces de classe Arktika et où les conditions sont si difficiles que le ravitaillement en carburant des brise-glaces à moteur Diesel serait difficile, voire impossible.
Lors de la conception des brise-glaces de la classe Taïmyr, des efforts considérables ont été déployés pour améliorer la sécurité de ces navires à propulsion nucléaire. Les navires ont été conçus pour être exploités dans des zones où il pouvait n’y avoir que 80 centimètres d’eau sous la quille, soit moins que l’épaisseur de la banquise que le brise-glace cassait. Les scénarios utilisés pour le dimensionnement structurel du compartiment du réacteur et le blindage comprenaient un cargo arctique de type SA-15 de 25000 tonnes heurtant le brise-glace en plein milieu du navire à 7 nœuds (13 km/h). De plus, tous les systèmes critiques sont dupliqués pour améliorer la fiabilité et permettre au navire de maintenir la majeure partie de sa capacité opérationnelle après une collision.

## Propulsion
Le Vaïgatch est alimenté par un seul réacteur à fission nucléaire KLT-40M situé au milieu du navire avec une puissance de 171 MW. La centrale nucléaire à bord du brise-glace produit de la vapeur surchauffée, qui est utilisée pour produire de l’électricité pour les moteurs de propulsion et d’autres équipements à bord, ainsi que de la chaleur pour maintenir la capacité opérationnelle du navire jusqu’à -50 °C. Le Vaïgatch dispose de deux turbogénérateurs principaux à l’arrière du compartiment du réacteur, composés de turbines à vapeur de fabrication soviétique couplées à des générateurs électriques Siemens, produisant chacun 18400 kW d’électricité à 3 000 tr/min pour les moteurs de propulsion. De plus, le navire dispose de deux turbogénérateurs auxiliaires, fabriqués en Union soviétique, qui produisent 2000 kW d’énergie électrique pour les équipements à bord.
Le Vaïgatch dispose d’un groupe motopropulseur nucléaire-turbo-électrique, dans lequel la vapeur produite par le réacteur nucléaire est d’abord convertie en électricité, qui à son tour fait tourner les moteurs de propulsion couplés aux hélices. Le navire dispose de trois arbres d'hélice avec des moteurs à courant alternatif Strömberg de 12000 kW (16000 ch) contrôlés par des cycloconvertisseurs. Les moteurs de propulsion sont couplés directement à des hélices quadripales à pas fixe tournant à 180 tr/min. Le navire peut maintenir une vitesse de 18,5 nœuds (34,3 km/h) en eau libre et de 3 nœuds (5,6 km/h) dans une glace de 2,2 mètres d’épaisseur.
Si l’énergie nucléaire ne peut pas être utilisée, l’électricité peut également être produite par trois moteurs Diesel à vitesse moyenne Wärtsilä 16V22 de 16 cylindres couplés à des alternateurs Strömberg de 3200 kVA. Deux des trois groupes électrogènes, situés en avant du compartiment du réacteur, sous la superstructure, peuvent être utilisés pour fournir environ 4 MW de puissance aux moteurs de propulsion tandis que le troisième prend en charge la charge auxiliaire. En cas d’urgence, le Vaïgatch dispose également de deux générateurs Diesel de secours de 200 kW d’origine soviétique.
Le Vaïgatch et son navire jumeau sont parmi les derniers brise-glaces équipés du système Wärtsilä Air Bubbling System (WABS). Lorsque de l’air sous pression s’échappe des buses situées sous la ligne de flottaison, il lubrifie la coque et, en réduisant la friction entre l’acier et la glace, améliore la capacité du navire à naviguer dans des conditions de glace difficiles, telles que les crêtes de pression, et réduit le risque de se retrouver coincé dans la glace.

## Carrière
Le Vaïgatch est un brise-glace à propulsion nucléaire à faible tirant d’eau du projet 10580 Taïmyr. Il porte le nom du brise-glace hydrographique du début du XXe siècle. Le Vaïgatch a été construit en Finlande en 1989 et son réacteur KL-40 a été installé au chantier naval de la Baltique à Saint-Pétersbourg. Il est entré en service en juillet 1990.
En février 2003, des travaux ont été effectués sur son générateur de vapeur n°3 après la découverte d’une défectuosité dans le générateur de vapeur.
Le 15 décembre 2011, deux membres d’équipage sont morts et un troisième a été grièvement blessé dans un incendie à bord du Vaïgatch alors que le brise-glace escortait des navires marchands de Doudinka à Mourmansk. L’incendie s’est déclaré dans l’une des cabines de l’équipage, probablement en raison d’une négligence. Il a été éteint par l’équipage à 03 h 58, heure de Moscou, et n’a causé aucun dommage au réacteur nucléaire du navire. Les deux personnes tuées sont le machiniste Pavel Bazhukov, âgé de 32 ans, et le contremaître de l’instrumentation et du contrôle du navire, Valery Morozov, âgé de 55 ans. Le technicien Alexander Shevchenko a subi des brûlures aux voies respiratoires supérieures,.
Le 25 décembre 2015, le Vaïgatch a effectué le transit le plus rapide de la route maritime du Nord. Il n’a fallu que 7 jours et demi pour terminer le voyage. Il est parti du côté sibérien du détroit de Béring le 17 décembre, parcourant plus de 2200 milles marins avant d’atteindre sa destination en mer Blanche le 25 décembre.
Le 31 mars 2016, le Vaïgatch a reçu une prolongation de sa durée de vie de 200 000 heures décidée par l’entreprise de construction de machines à réacteur de la société d’État Rosatom JSC OKBM Afrikantov, ce qui signifie que le navire pourrait continuer à fonctionner jusqu’en 2023 alors que le pays construit sa prochaine génération de brise-glaces nucléaires.
En 2018, le réacteur du Vaïgatch a franchi ce que beaucoup pensaient être un seuil presque impossible, atteignant 177205 heures de fonctionnement et battant le record établi par le brise-glace nucléaire Arktika, dont le réacteur avait fonctionné pendant une heure de moins lorsqu’il a été mis hors service en 2008. Cela représente 7383 jours et demi d’affilée, soit un peu plus de 20 ans.
L’événement a été largement rapporté dans la presse officielle russe, qui a élevé ce qui avait jusque-là été un banal cheval de trait de l’Arctique au rang de héros.
En 2019, Nornickel et Gazprom Neft ont signé un contrat de location de longue durée de 10 ans avec Rosatom pour les droits exclusifs d’utilisation du Taïmyr et du Vaïgatch jusqu’à la fin de la durée de vie des navires. Les deux navires devraient être retirés du service en 2029 au plus tard.